# فرانکی ادگار
فرانکی ادگار (انگلیسی: Frankie Edgar؛ زادهٔ ۱۶ اکتبر ۱۹۸۱) ورزشکار هنرهای رزمی ترکیبی اهل ایالات متحده آمریکا است. وی از سال ۲۰۰۵ میلادی تاکنون مشغول فعالیت بوده‌است.